# Ivo Bilanović
Ivo Bilanović je hrvatski bivši košarkaš.
Igrao je 1970-ih i početkom '80-ih.

## Igračka karijera

### Klupska karijera
U karijeri je igrao za splitsku Jugoplastiku. 
1975./76. je osvojio s Jugoplastikom Kup Radivoja Koraća. U sastavu su još igrali Željko Jerkov, Rato Tvrdić, Mlađan Tudor, Mirko Grgin, Duje Krstulović, Zlatko Trška, Damir Šolman, Branko Macura, Ivo Škarić, Branko Stamenković, Ivica Dukan, Mihajlo Manović, Slobodan Bjelajac, Damir Šolman, Drago Peterka, a vodio ih je Petar Skansi.
1976./77. je s Jugoplastikom obranio naslov pobjednika Kupa Radivoja Koraća. U sastavu su još igrali Željko Jerkov, Rato Tvrdić, Damir Šolman, Duje Krstulović, Mlađan Tudor, Mirko Grgin, Branko Macura, Mihajlo Manović, Ivica Dukan, Slobodan Bjelajac, Ivan Sunara, Predrag Kruščić, Mladen Bratić, Deni Kuvačić, a vodio ih je Petar Skansi.